# 野林大樹
野林 大樹（のばやし ひろき、1969年9月9日 - ）は、東京都世田谷区出身の元プロ野球選手（内野手）、野球指導者。
登録名（※いずれも読み方は本名と同じ）を野林 広起（広島時代）・野林 大氣（第二期近鉄・ヤクルト時代）としていた時期もある。

## 来歴・人物
目黒西リトルリーグを経て日大三高へ進学。1987年夏の西東京大会では準決勝に進むが、東亜学園の川島堅に完封を喫する。甲子園出場こそかなわなかったが、打撃力のある大型内野手として「当時の東京都高校球界ではひとかど知れ渡った存在（広島時代の同僚でもあった1学年下の江藤智の談話より）」と注目される。
1987年のプロ野球ドラフト会議で近鉄バファローズから2位指名を受け入団。2年目の1989年には一軍キャンプに帯同し一軍初出場も果たすなど将来を嘱望されていた矢先、不運な怪我が相次ぎ、思うような活躍ができなかった。
1991年5月に清川栄治との交換トレード（清川⇔野林＋金銭）で広島東洋カープへ移籍、同年は6月から7試合に二塁手、三塁手、一塁手として先発出場を果たす。しかしその後は出場機会がなく、1993年6月に金銭トレードで近鉄に復帰。1995年には5試合に先発するが、1997年に自由契約となり、テスト入団でヤクルトスワローズへ移籍。翌1998年限りで現役を引退。
引退後はソニー生命保険の営業担当他、野球とは距離をおいた業種への転職を経て飲食店のプロデュース・運営業につき、2000年に江東区東陽町内に現在の店舗を開業。
また店舗運営等の傍らアマチュア野球指導にも参画（2005年9月28日付で自由契約選手公示）、インドネシア等での指導のほか、淑徳大学国際コミュニケーション学部（現・埼玉キャンパス）野球部コーチの後、2010年よりコーチとして成蹊大学硬式野球部に加入、2012年春季リーグ終了後同部監督に就任した。在任中は東都三部で2位が最高で、優勝にはあと一歩届かなかった。2013年秋季リーグ終了後に退任。2015年から2018年まで駿河台大学硬式野球部の監督を務め、2015年春季リーグにて同校初の1部昇格を果たした。
2019年からは大学野球指導から社会人野球指導に転身。7月より新設された社会人野球・JPアセット証券野球部監督に就任し、2022年シーズン終了まで務めた。
私生活では一般人女性と結婚（1991年野林が広島移籍直後公表）したものの、2008年1月に離婚。両者の間には子供が5人いたが、うち2人は前妻の連れ子であった。前妻は近鉄時代の先輩・村上隆行の妻（元歌手・芸名:中田ゆうこ）の実姉であった。「2001年頃より野林が所用で家をあけたきり帰宅どころか音信も交わさなくなってしまった（前妻の談話より）」となるなど後年は不仲・別居状態となり2008年の正式離婚に至った。男児のひとりは中田廉で、2008年のドラフトで広島東洋カープよりドラフト2位指名を受け入団。親子で広島に在籍するのは永田徹登、永田利則以来2組目となる。

## 詳細情報

### 年度別打撃成績
| 年 度     | 球 団     | 試 合 | 打 席 | 打 数 | 得 点 | 安 打 | 二 塁 打 | 三 塁 打 | 本 塁 打 | 塁 打 | 打 点 | 盗 塁 | 盗 塁 死 | 犠 打 | 犠 飛 | 四 球 | 敬 遠 | 死 球 | 三 振 | 併 殺 打 | 打 率 | 出 塁 率 | 長 打 率 | O P S |
| --------- | --------- | ----- | ----- | ----- | ----- | ----- | -------- | -------- | -------- | ----- | ----- | ----- | -------- | ----- | ----- | ----- | ----- | ----- | ----- | -------- | ----- | -------- | -------- | ----- |
| 1989      | 近鉄      | 2     | 1     | 1     | 0     | 0     | 0        | 0        | 0        | 0     | 0     | 0     | 0        | 0     | 0     | 0     | 0     | 0     | 1     | 0        | .000  | .000     | .000     | .000  |
| 1991      | 広島      | 21    | 38    | 37    | 3     | 5     | 1        | 1        | 0        | 8     | 2     | 0     | 0        | 0     | 0     | 1     | 0     | 0     | 12    | 3        | .135  | .158     | .216     | .374  |
| 1995      | 近鉄      | 19    | 22    | 20    | 0     | 3     | 1        | 0        | 0        | 4     | 1     | 0     | 0        | 1     | 0     | 1     | 0     | 0     | 6     | 0        | .150  | .190     | .200     | .390  |
| 1997      | ヤクルト  | 17    | 17    | 13    | 3     | 2     | 1        | 0        | 0        | 3     | 1     | 0     | 0        | 1     | 0     | 3     | 0     | 0     | 5     | 1        | .154  | .313     | .231     | .543  |
| 通算：4年 | 通算：4年 | 59    | 78    | 71    | 6     | 10    | 3        | 1        | 0        | 15    | 4     | 0     | 0        | 2     | 0     | 5     | 0     | 0     | 24    | 4        | .141  | .197     | .211     | .409  |

### 記録
- 初出場：1989年4月9日、対オリックス・ブレーブス1回戦（藤井寺球場）、8回表に三塁手として出場
- 初打席：1989年4月12日、対福岡ダイエーホークス2回戦（大阪スタヂアム）、9回裏に栗橋茂の代打として出場、吉田豊彦の前に三振
- 初先発出場：1991年6月29日、対横浜大洋ホエールズ12回戦（秋田市営八橋球場）、7番・二塁手として先発出場
- 初安打：同上、2回裏に岡本透から三塁打
- 初打点：1991年8月17日、対阪神タイガース15回戦（グリーンスタジアム神戸）、6回表に仲田幸司から2点適時二塁打

### 背番号
- 47 （1988年 - 1991年途中）
- 49 （1991年途中 - 1993年途中）
- 36 （1993年途中 - 1996年）
- 62 （1997年 - 1998年）

### 登録名
- 野林 大樹 （のばやし ひろき、1988年 - 1991年）
- 野林 広起 （のばやし ひろき、1992年 - 1993年）
- 野林 大氣 （のばやし ひろき、1994年 - 1998年）